# Ermordung zweier Polizisten im Landkreis Kusel
Die Ermordung zweier Polizisten im Landkreis Kusel war ein Doppelmord, welcher sich am 31. Januar 2022 in Rheinland-Pfalz ereignete. Dabei wurden bei einer Fahrzeugkontrolle der Polizeioberkommissar Alexander K. und die Polizeikommissaranwärterin Yasmin B. erschossen.

## Tathergang
In der Nacht zum 31. Januar 2022 waren drei Streifen der Polizeiinspektion Kusel in der Umgebung von Ulmet eingesetzt, um eine vorausgegangene Einbruchsserie aufzuklären. Darunter befanden sich auch die später getöteten Polizisten, die uniformiert in einem Zivilfahrzeug vom Modell VW Tiguan unterwegs waren. Als sie die Kreisstraße 22 zwischen Mayweilerhof (Gemeinde Oberalben) und Ulmet befuhren, fiel ihnen ein stehender Kastenwagen auf, den sie kontrollieren wollten. Um 4:19 Uhr meldete Polizeioberkommissar Alexander K. über Funk „zwei dubiose Personen“, die „den ganzen Kofferraum voller Wildtiere“ haben. Etwa 45 Sekunden später folgte ein weiterer Funkspruch:

„Kommt schnell! Die schießen! Kommt! Wir sind zwischen Ulmet und…“

Die Meldung wurde vom Geräusch eines Schusses unterbrochen. Nach Überzeugung der Staatsanwaltschaft und des Gerichts hatte der Wilderer Andreas S. zunächst mit einer doppelläufigen Schrotflinte (Querflinte) der Polizistin in den Kopf geschossen, die dadurch das Bewusstsein verlor. Daraufhin kam es zu einem Schusswechsel mit dem Polizisten, in dessen Verlauf S. ihn einmal mit der Schrotflinte und dreimal mit einem Einzellader-Jagdgewehr Bergara Takedown im Kaliber .308 und mit Thermozielferntechnik traf. Bei den letzten beiden Treffern lag Alexander K. bereits auf dem Boden, der letzte traf ihn aus nächster Nähe tödlich in den Kopf. K. hatte bei dem Schusswechsel das Magazin seiner Dienstpistole – insgesamt 15 Schuss – leergeschossen, in der Dunkelheit jedoch nur den Kastenwagen getroffen. Der zweite Beteiligte, Florian V., soll sich währenddessen im Graben versteckt haben. Anschließend suchten beide vergeblich nach den Personalpapieren von Andreas S.; hierbei bemerkte dieser, dass die Polizistin noch lebte, und schoss ihr ein zweites Mal in den Kopf. Als um 4:32 Uhr die anderen beiden Streifen eintrafen, waren beide Polizisten bereits tot.

## Fahndung und Ermittlungen
Anhand der am Tatort vorgefundenen Personalpapiere leitete die Polizei in Rheinland-Pfalz eine Großfahndung ein, die aufgrund der Herkunft von Andreas S. auf das Saarland ausgeweitet wurde. Ab dem Nachmittag wurde auch öffentlich nach ihm gesucht. Er wurde schließlich am frühen Abend von einem Spezialeinsatzkommando bei der Wohnanschrift von Florian V. in Sulzbach/Saar widerstandslos festgenommen, ebenso wie sein mutmaßlicher Mittäter später im Haus. Auf dieses waren die Fahnder aufmerksam geworden, weil davor ein Fahrzeug mit Einschusslöchern stand. Nach der Tat waren sie damit bei Baumholder einige Zeit liegengeblieben. Im Haus wurden 22 Stück Damwild gefunden, ebenso wurden dort die beiden Tatwaffen sichergestellt, die sich zum Tatzeitpunkt im legalen Besitz der Ehefrau von S. befanden. Gegen diese ermittelte die Staatsanwaltschaft daher wegen fahrlässiger Tötung und Verstoß gegen das Waffengesetz.
Beide Tatverdächtige kamen infolge des dringenden Tatverdachts auf gemeinschaftlichen Mord und gewerbsmäßige Jagdwilderei in Untersuchungshaft, da die Staatsanwaltschaft aufgrund der „Dynamik des Geschehens“ anfangs davon ausging, dass nicht eine Person alleine sechs Schüsse aus zwei verschiedenen Gewehren abgegeben haben konnte, zumal es sich bei beiden Gewehren um Kipplaufwaffen handelte, von denen eines zudem eine Einzelladerwaffe war, die für jeden einzelnen Schuss abgeklappt, bei erfolgter Schussabgabe die abgeschossene Hülse entnommen, mit einer einzelnen Patrone wieder neu geladen und zugeklappt bzw. geschlossen werden muss. Bei den Ermittlungen stellte sich jedoch heraus, dass Andreas S. ein „sehr guter Schütze“ war, der mit der Handhabung einer solchen Waffe vertraut war und sie „sehr schnell nachladen“ konnte.
Bei Florian V. gab es dagegen keine Anhaltspunkte für mögliche Schießpraxis. Auch wurden anfangs keine Fingerabdrücke und DNA-Spuren von ihm an den Tatwaffen festgestellt, sodass der Mordvorwurf am 1. März fallengelassen wurde. Das Landgericht Kaiserslautern gab daraufhin am 9. März einer Haftbeschwerde statt und hob den Haftbefehl gegen V. auf.

## Täter

### Andreas S.
Andreas S. verdiente seinen Lebensunterhalt zuletzt hauptsächlich durch Jagdwilderei. Für seine Bäckerei, die er 2016 von seiner Mutter übernahm, musste er nach nur vier Jahren Insolvenz anmelden. Zuvor war es zu einem Einbruch gekommen und es brannten mehrere Bäckereifahrzeuge. Anschließend machte er sich mit einem Wildhandel selbständig. Seit Herbst 2021 bezog er Arbeitslosengeld I und war zum Tatzeitpunkt mit 2,4 Millionen Euro hochverschuldet. In der Vergangenheit wurde gegen ihn wegen diverser Straftaten (u. a. im Zusammenhang mit der Bäckerei) ermittelt, allein von der Staatsanwaltschaft Saarbrücken wurden 24 solcher Verfahren eingeleitet. Im September 2017 soll S. bei der Erlegung eines Rehs in einem fremden Jagdrevier auf frischer Tat ertappt worden sein und den Zeugen auf der Flucht mit seinem Fahrzeug nur knapp verfehlt haben. Diesbezüglich wurde er im September 2022 angeklagt, weitere Vorwürfe wurden zum damaligen Zeitpunkt noch untersucht.
Bereits mit 16 Jahren (1999) hatte S. die Erlaubnis zum Besitz von Schusswaffen sowie einen Jagdschein erworben. 2008 wurde ihm dieser entzogen, nachdem er während einer Hasenjagd im Oktober 2004 (oder 2005) einen Jagdfreund mit einem Schuss aus einer Schrotflinte verletzt hatte. In diesem Fall wurde er wegen fahrlässiger Körperverletzung zu einer Geldstrafe verurteilt. Nach Ablauf der gesetzlichen Sperrfrist wurde ihm der Jagdschein auf Antrag im Juni 2012 erneut erteilt und lief im März 2020 aus, da eine Verlängerung aufgrund von Unregelmäßigkeiten im Zusammenhang mit der Insolvenz seiner Bäckerei abgelehnt wurde. Zuvor hatte er sämtliche Schusswaffen, die er rechtmäßig besaß, an andere berechtigte Personen abgegeben. In seinem Anwesen in Spiesen-Elversberg fanden die Ermittler neben einem Repetiergewehr noch zehn weitere Langwaffen, fünf Kurzwaffen, eine Armbrust, drei Schalldämpfer und Munition mit der Namensgravur von Andreas S. sowie 20 ausgeweidete Wildtierkadaver und Tierabfälle. Wie sich später herausstellte, hatte er die Waffen nach dem Entzug seiner Jagdlizenz an seine Frau übergeben, die ebenfalls einen Jagdschein besaß, und sie hatte ihm diese wiederum – rechtswidrig – zur Verfügung gestellt.
Laut einem Bericht des Spiegels soll S. jedes Jahr hunderte Wildtiere in fremden Revieren geschossen haben und allein von September 2021 bis Januar 2022 etwa 40.000 Euro durch Wildverkäufe eingenommen haben. Entsprechende Gerüchte gab es auch in der Jägerschaft, allerdings traute sich niemand dagegen vorzugehen, da S. ihnen sowie anderen Personen gegenüber Drohungen aussprach. Er jagte mit Nachtsichtgerät, Wärmebildkamera und Schalldämpfer, ferner lockte er Wild mit Futter an. Ein später durch das Gericht berufener Psychiater sah bei ihm „bestimmte Eigenschaften, die man manchmal bei Psychopathen findet“, insbesondere die Externalisierung von Problemen, eine „gewisse Gemütskälte“ und Selbstüberschätzung. Nach eigener Aussage ist er Alkoholiker.

### Florian V.
Florian V. absolvierte eine Ausbildung zum Konstruktionsmechaniker, war aber immer wieder über längere Zeit arbeitslos und lebte von Sozialleistungen und Gelegenheitsjobs. Seit 2018 ergingen Geldstrafen gegen ihn wegen Straßenverkehrsdelikten, Betruges und Urkundenfälschung. Er war wenige Monate vor der Tat angeheuert worden, um das von S. geschossene Wild zu suchen und zum Auto zu tragen, und erhielt pro Wild 10 bis 20 Euro. Ein Gutachter äußerte, dass Florian V. „unter den Gestaltungsmöglichkeiten seines Lebens“ blieb und schlussendlich für Andreas S. erlegtes Wild einholte, könne dem regelmäßigen Konsum von Cannabis und Amphetaminen geschuldet sein.

## Gerichtsverfahren

### Prozess
Am 10. Mai 2022 erhob die Staatsanwaltschaft Anklage gegen die beiden Tatverdächtigen wegen Jagdwilderei in einem besonders schweren Fall (gemeinschaftlich, gewerbsmäßig und zur Nachtzeit) vor. Andreas S. wurde zudem wegen versuchten Mordes in Tateinheit mit gefährlicher Körperverletzung, zweifachen vollendeten Mordes, Widerstandes und tätlichen Angriffs auf Vollstreckungsbeamte angeklagt; Florian V. wegen versuchter Strafvereitelung.
Der Prozess vor dem Landgericht Kaiserslautern begann am 21. Juni 2022. Darin bestritt der Hauptangeklagte S., auf die Polizistin geschossen zu haben, dies sei auf das Konto von V. gegangen. Er räumte zwar ein, im folgenden Geschehen den Polizisten erschossen zu haben, behauptete jedoch, dass dies in einer Art Notwehrsituation passiert sei, da zunächst auf ihn geschossen wurde. Er wollte auch erst nach dem dritten Schuss aus dem Jagdgewehr erkannt haben, dass es sich bei seinem „Gegner“ um einen Polizisten handelte.
Der Mitangeklagte Florian V. bestritt ebenfalls jegliche Beteiligung an den Morden, sowie grundsätzlich Erfahrungen im Umgang mit Waffen. Er habe noch nie geschossen und sei auch nicht in der Lage, eine Waffe nachzuladen. Bei den gemeinsamen Jagden habe er weder Waffen noch Messer bei sich gehabt, lediglich ein Wärmebildgerät, um erlegtes Wild in der Dunkelheit zu finden. Weiterhin habe er gedacht, Andreas S. könnte ihn ebenfalls töten, und habe „abartige Angst“ gehabt. S. schrieb während der Aussage des Mitangeklagten mit und warf V. im Anschluss daran in einer von ihm selbst verlesenen Einlassung vor, in den Vernehmungen „mindestens 195 Mal gelogen“ zu haben.
Am 22. November 2022 plädierte die Staatsanwaltschaft bei Andreas S. für eine lebenslange Freiheitsstrafe wegen der zwei Morde sowie ein Jahr und 6 Monate für die Wilderei. Sie forderte auch die Feststellung der besonderen Schwere der Schuld. Da Florian V. sehr zur Aufklärung beigetragen hätte, könne bei ihm von der Kronzeugenregelung Gebrauch gemacht werden, und von einer Strafe wegen der Wilderei abgesehen werden; der Vorwurf der Strafvereitelung wurde schon vorher fallen gelassen. Aus Sicht der Verteidigung von S. sei es dagegen „kein Mord, [sondern] maximal Körperverletzung mit Todesfolge“ gewesen.

### Urteile
Der Prozess endete am 30. November 2022 nach insgesamt 21 Verhandlungstagen. Das Gericht folgte bei der Urteilsfindung der Argumentation der Staatsanwaltschaft, befand Andreas S. des zweifachen Mordes für schuldig und stellte zudem die besondere Schwere der Schuld fest. S. sei, so der vorsitzende Richter, bei der Ermordung der beiden Polizeibeamten „planvoll und eiskalt“ vorgegangen; das gesamte Tatbild weiche von gewöhnlichen Morden „so sehr ab, dass bei günstiger Prognose eine Freilassung nach 15 Jahren unmöglich erscheint.“ Das Gericht folgte hiermit auch dem von der Staatsanwaltschaft geforderten Strafmaß.
Der Mitangeklagte Florian V. wurde der Beihilfe zur Wilderei schuldig gesprochen, blieb als Kronzeuge aber straffrei. Die Ehefrau von Andreas S. erhielt in einem separaten Verfahren wegen Beihilfe zur gewerbsmäßigen Jagdwilderei sowie Verstößen gegen das Waffengesetz einen Strafbefehl über zehn Monate Haft auf Bewährung und musste Waffen, die sie noch besaß, abgeben. Die Verteidiger von S. legten gegen dessen Urteil Revision ein. Am 21. Juli 2023 teilte der Bundesgerichtshof mit, dass die Revision verworfen wurde und das Urteil damit rechtskräftig ist.
Der Prozess, in dem die 2017 aufgekommenen Vorwürfe der Jagdwilderei in einem weiteren Fall sowie versuchter gefährlicher Körperverletzung verhandelt wurden, begann am 14. Februar 2023 vor dem Amtsgericht Neunkirchen. Andreas S. wurde jedoch am 2. März in sämtlichen Anklagepunkten freigesprochen, da das damalige Geschehen „schlicht nicht mehr aufklärbar“ sei.

## Reaktionen und Folgeentwicklungen

### Anteilnahme
Bundesinnenministerin Nancy Faeser sagte: „Unabhängig davon, welches Motiv der Tat zugrunde liegt: Diese Tat erinnert an eine Hinrichtung, und sie zeigt, dass Polizistinnen und Polizisten jeden Tag ihr Leben für unsere Sicherheit riskieren.“ Ministerpräsidentin Malu Dreyer bekundete ihr Mitgefühl auf Twitter. Am 4. Februar 2022 wurde der beiden Polizisten in einer bundesweiten Schweigeminute gedacht. Unweit des Tatorts wurde von pensionierten Polizisten eine Gedenkstätte eingerichtet.

### Hassrede gegenüber Polizisten
In diversen sozialen Medien (u. a. mehreren Telegram-Gruppen der Querdenker-Bewegung) sowie auf einem Banner bei der Universität Bremen mit der Parole ACAB wurde die Tötung der Polizisten bejubelt. Ministerpräsidentin Dreyer kündigte an, dass die Behörden keine Beleidigungen und Drohungen dulden würden. Diese würden nicht nur gelöscht, sondern auch verfolgt und bestraft. In der Woche nach der Tötung stellte eine Ermittlungsgruppe mit dem Namen „Hate Speech“ 399 Fälle (davon mindestens 102 Beiträge strafrechtlich relevant) von Hassrede und Hetze im Internet im Zusammenhang mit der Tat fest. Stand Anfang September 2022 wurden 539 Hass-Kommentare von 412 Personen strafrechtlich verfolgt, wobei es zumeist um eine Belohnung und Billigung von Straftaten oder Verunglimpfung des Andenkens Verstorbener ging. Zudem wurde gegen Personen ermittelt, die solchen Unterstützung, etwa durch Likes gewährten.
Am 19. Juni 2022 wurden auf Veranlassung des LKA Rheinland-Pfalz bei bundesweiten Razzien die Wohnungen von 75 Personen, davon 11 in Rheinland-Pfalz durchsucht, wobei Datenträger wie Smartphones, Notebooks und andere digitale Geräte beschlagnahmt wurden. Nach Angaben des rheinland-pfälzischen Innenministers Roger Lewentz seien die meisten strafrechtlich relevanten Kommentare auf Facebook veröffentlicht worden, die Täter zu 90 % männlich. Der Koblenzer Generalstaatsanwalt Jürgen Brauer wies mit Blick auf die andauernden Ermittlungen darauf hin, dass sich niemand in Sicherheit wiegen solle. „Wer heute keinen Besuch von der Polizei hatte, sollte nicht glauben, dass er schon aus dem Schneider ist“. Im Juli 2022 wurde in München ein mehrfach vorbestrafter Mann, der mit Bezug auf die Tötungen in Kusel anderen Polizisten den Tod wünschte, zu einer Freiheitsstrafe von einem Jahr ohne Bewährung verurteilt. Im September 2022 erhielt ein ebenfalls vorbestrafter Mann in Idar-Oberstein ein Jahr und acht Monate ohne Bewährung, weil er zur Nachahmung aufrief und dafür anbot, Polizisten auf einen Feldweg zu locken.
Der Bundesrat gab als Folge im April 2022 grünes Licht dafür, das Strafrecht für die Ahndung von Hasskommentaren zu verschärfen, nachdem dies durch das Land Rheinland-Pfalz gefordert worden war. Demnach soll die Verunglimpfung des Andenkens Verstorbener künftig in bestimmten Fällen von Amts wegen strafrechtlich verfolgt werden können; aktuell ist dies nur auf Antrag eines Angehörigen möglich. Zudem sollen auch die letzten Dienstvorgesetzten des Verstorbenen unter bestimmten Voraussetzungen als antragsberechtigt gelten. Die Bundesregierung will vor einer etwaigen Änderung erst noch das Ergebnis der Universität Leipzig hinsichtlich des „strafrechtliche[n] Umgang[s] mit Hate Speech“ abwarten, welches 2023 vorliegen soll.[veraltet]

### Schutzwirkung der Ausrüstung
Der Vorfall führte zu einer Diskussion über die Wirksamkeit polizeilicher Schutzkleidung. Beide Opfer trugen eine ballistische Unterziehschutzweste, allerdings wurden sie laut Staatsanwaltschaft so getroffen, dass diese „nichts ausrichten konnten“. Nach Aussage der Gewerkschaft der Polizei (GdP) sind die Schutzwesten ein „Kompromiss aus Alltagstauglichkeit und Sicherheit“, die daher nur vor vergleichsweise kleinen Kalibern schützen. Neben ihnen gehört zur Ausstattung eines Streifenpolizisten in Rheinland-Pfalz auch ein Stahlhelm, eine schwere Schutzweste und eine Splitterschutzbrille, die aber nur bei „lebensbedrohlichen Einsatzlagen“ getragen werden. Beispielsweise legten die beiden anderen Streifen diese vor Eintreffen an. Auch das Einschalten der Bodycams sei nicht vorgeschrieben.

### Polizeiausbildung
Die Hochschule der Polizei Rheinland-Pfalz stellte nach dem Tod der beiden jungen Kollegen ihre Ausbildungsinhalte auf den Prüfstand. Hiermit wurde der Bitte junger Anwärter entsprochen, gerade Kontrollen bei Nacht, in ländlichen Gegenden oder im Wald verstärkt zu trainieren, dabei wurden vermehrt Verkehrs- und Personenkontrollen bei ungünstigen Lichtverhältnissen ins Ausbildungsangebot aufgenommen. Sowohl seitens des Innenministeriums, der GdP sowie der Hochschule der Polizei wurde jedoch eingeräumt, dass auch eine bessere Ausbildung der Beamten die Tat vermutlich nicht hätte verhindern können.